# Elephanta

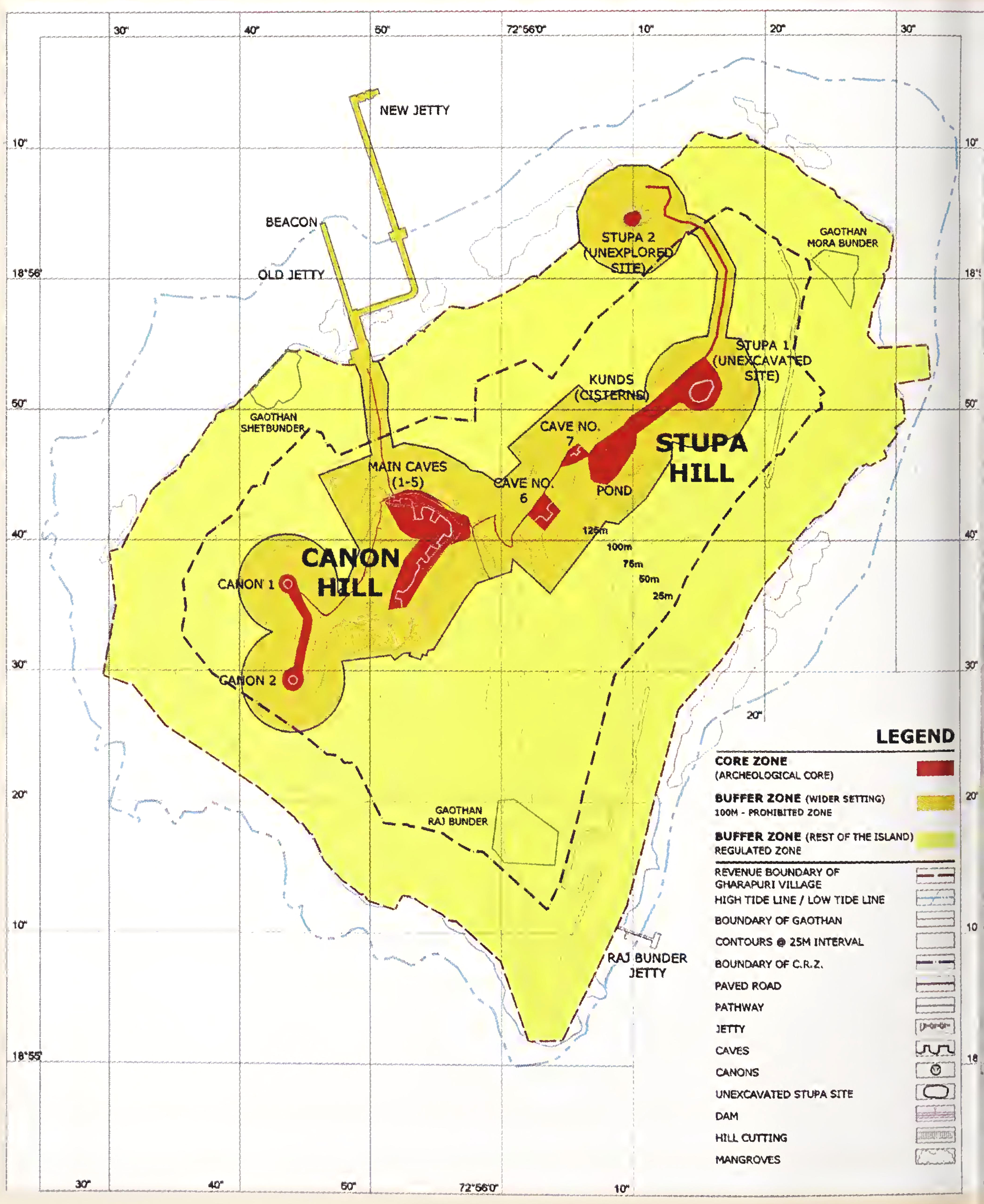
Karta över Elephanta.

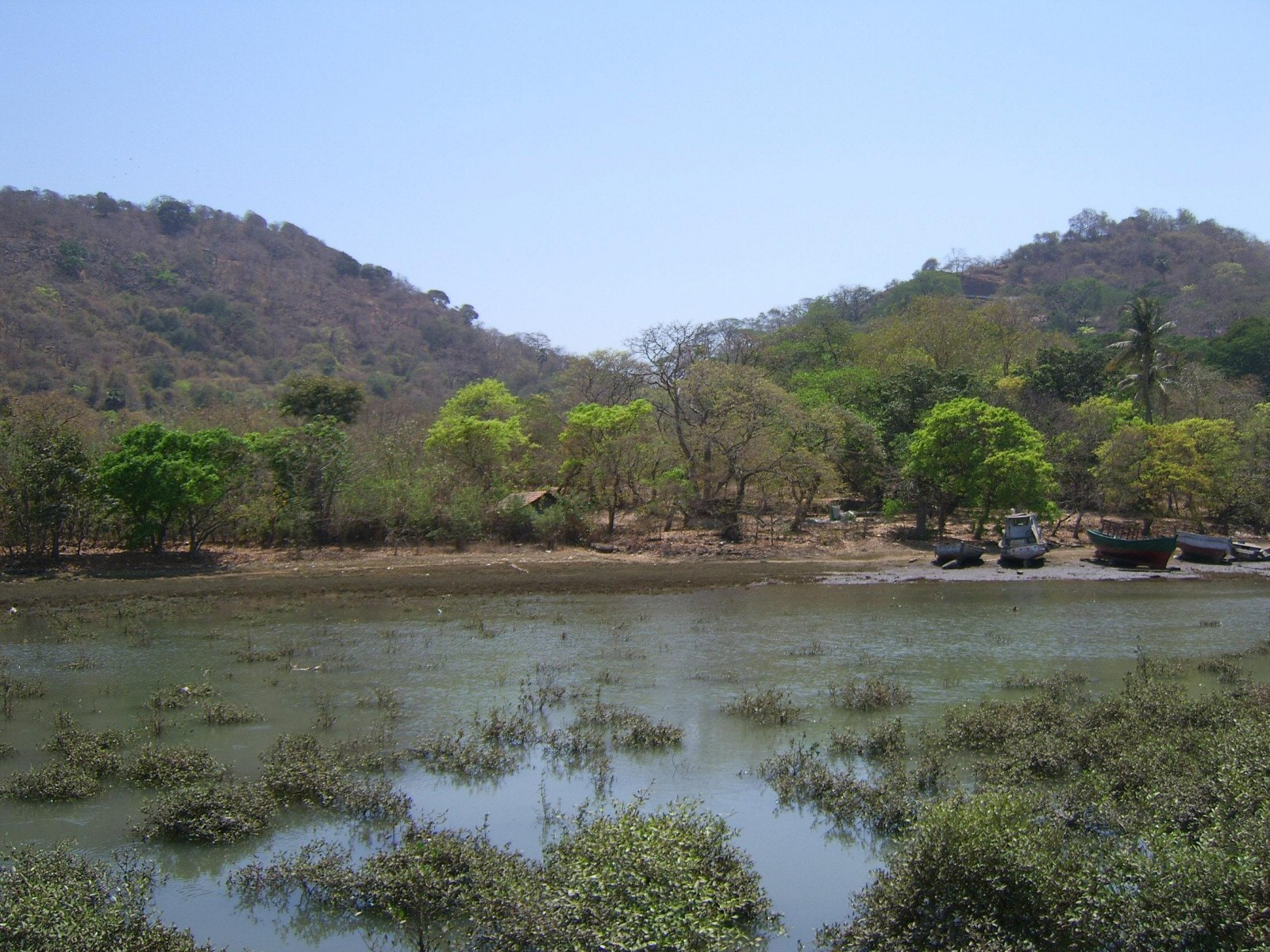
Ön sedd från närheten av landstigningsplatsen.

Elephanta (Gharapuri, "grottstaden") är en ö i Indien, belägen 10 kilometer norr om Bombay och 6 kilometer utanför fastlandet. Öns storlek vid ebb är 15 kvadratkilometer och den består av två långsträckta, genom en smal dalgång åtskilda bergåsar. Ön, som är ett av Unescos världsarv, nås med färja från Gateway of India.

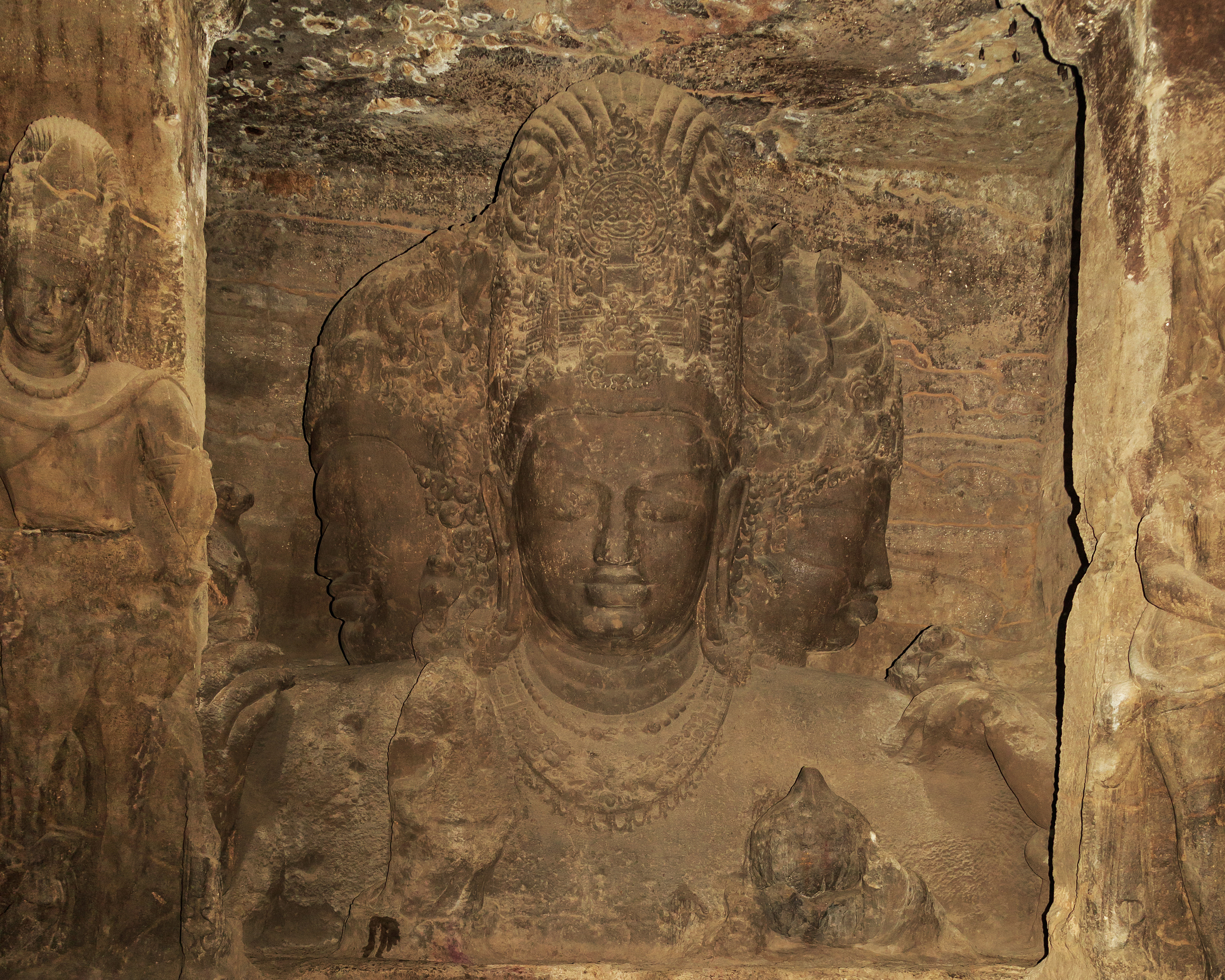
Skulptur i en grotta på Elephanta.

Den fick sitt namn av portugiserna, då de först såg ön, med anledning av en ur klippan uthuggen elefant av tre gånger naturlig storlek, vilken 1864 uppställdes i Victoria Gardens i Bombay. Ön har sex i klipporna uthuggna grottempel; det förnämsta är ungefär 40 meter i kvadrat och 4–6 meter högt, taket uppbärs av 36 vid uthuggningen ur klippan i rätvinkliga rader i stora grottemplet kvarlämnade pelare, nu mycket skadade. I bakgrunden finns en nära 5,5 meter hög reliefbild av den indiska trimurtien: Brahma, Vishnu, Shiva. Väggarna pryds av reliefer, som har avseende på Shiva. Ingången bevakas av åtta kolossala stenfigurer.